# Ombéla
L'Ombéla est une rivière de la république du Congo, et un affluent du Ngoko, donc un sous-affluent du fleuve Congo par la Sangha.

## Géographie
Elle est située dans le département de Cuvette, au centre du pays, à 300 km au Nord de Brazzaville.

## Histoire
Sa vallée a été visitée en 1889 par Edmond Ponel. 